# USS Fall River (CA-131)
O USS Fall River foi um cruzador pesado operado pela Marinha dos Estados Unidos e a décima embarcação da Classe Baltimore. Sua construção começou em abril de 1943 na New York Shipbuilding Corporation e foi lançado ao mar em agosto de 1944, sendo comissionado na frota norte-americana em julho do ano seguinte. Era armado com uma bateria principal composta por nove canhões de 203 milímetros montados em três torres de artilharia triplas, tinha um deslocamento carregado de mais de dezessete mil toneladas e alcançava uma velocidade máxima de 33 nós.
O Fall River entrou em serviço tarde demais para atuar na Segunda Guerra Mundial, assim teve uma carreira muito curta. Ele foi designado para servir como capitânia para os testes nucleares da Operação Crossroads em 1946 e em seguida realizou uma viagem de serviço pelo Oceano Pacífico entre janeiro e junho de 1947. Voltou para casa depois disso e foi logo descomissionado em outubro. A embarcação permaneceu inativa na Frota de Reserva pelas mais de duas décadas seguintes até finalmente ser removida do registro naval em meados 1971 e desmontada no ano seguinte.

## Características

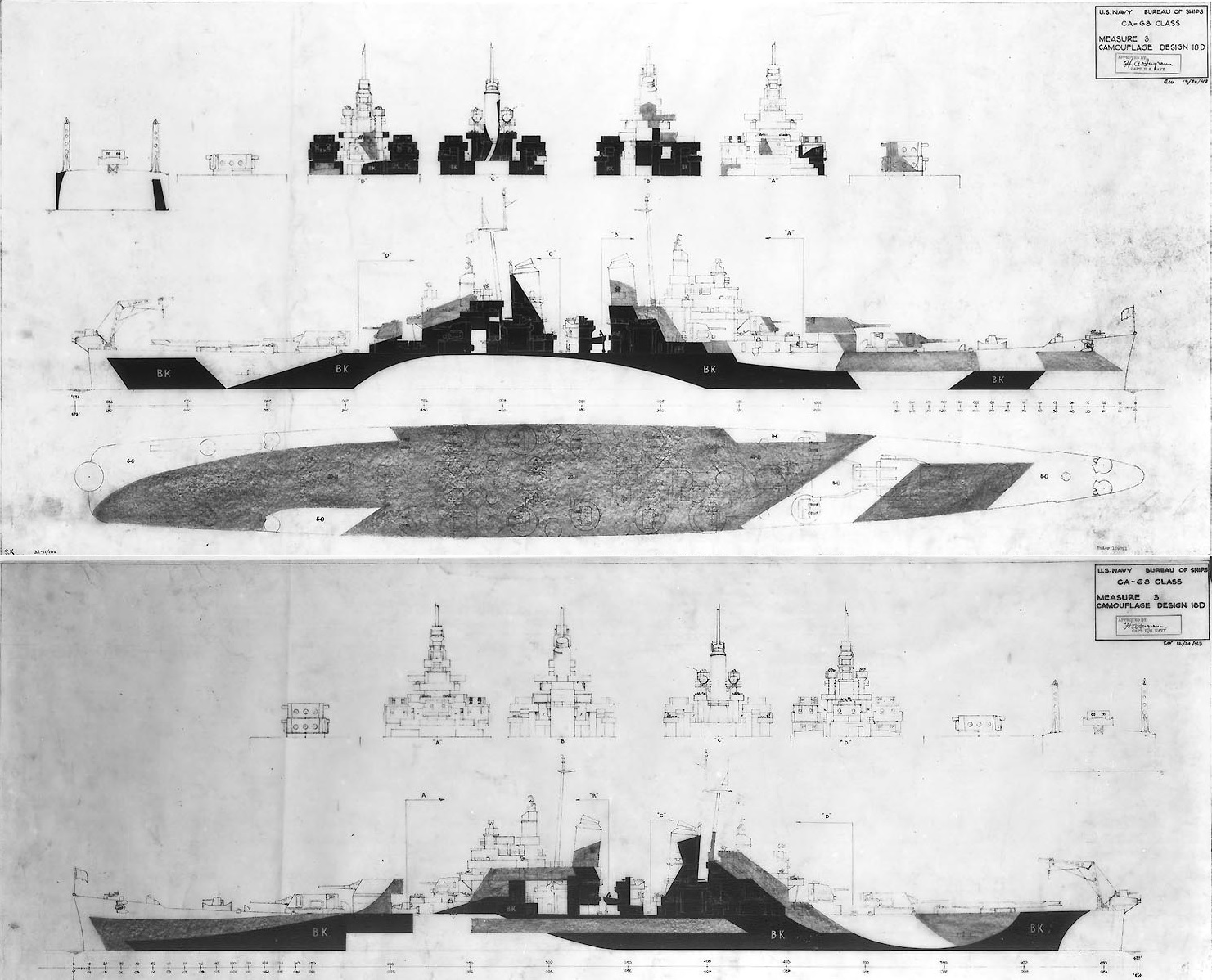
Desenho da Classe Baltimore

O projeto dos cruzadores pesados da Classe Baltimore começou em 1939. Seu projeto foi muito baseado no USS Wichita e originalmente tinha a intenção de corrigir os problemas de instabilidade deste, porém durante seu desenvolvimento foi decidido equipar as embarcações com novas torres de artilharia duplas de canhões de duplo propósito de 127 milímetros e rearranjar seus maquinários, modificações estas inspiradas nos cruzadores rápidos da Classe Cleveland. Desta forma, as dimensões da Classe Baltimore ficaram muito maiores do que suas predecessoras, o que permitiu a instalação de uma bateria antiaérea maior e potência mais elevada para os motores.
O Fall River tinha 205,26 metros de comprimento de fora a fora, boca de 21,59 metros e calado de 7,32 metros. Seu deslocamento padrão era de 14 703 toneladas e o deslocamento carregado de 17 303 toneladas. Seu sistema de propulsão era composto por quatro caldeiras Babcock & Wilcox que proporcionavam vapor para quatro turbinas a vapor General Electric, cada uma girando uma hélice. A potência indicada era de 121 mil cavalos-vapor (89 mil quilowatts), suficiente para levar o navio a uma velocidade máxima de 33 nós (61 quilômetros por hora). Carregava entre 1 200 e 2 250 toneladas de óleo combustível, o que permitia uma autonomia teórica de dez mil milhas náuticas (dezenove mil quilômetros) a quinze nós (28 quilômetros por hora), mas na realidade a autonomia era de 7,9 mil milhas náuticas (14 630 quilômetros) na mesma velocidade. Sua tripulação em tempos de paz era de 1 142, mas podia chegar a 2 039 em tempos de guerra.
Sua bateria principal era formada por nove canhões Marco 15 calibre 55 de 203 milímetros montados em três torres de artilharia triplas na linha central do navio, duas na proa, com a segunda sobreposta à primeira, e uma na popa. A bateria secundária tinha doze canhões de duplo-propósito calibre 38 de 127 milímetros em seis torres de artilharia duplas. A bateria antiaérea tinha 48 canhões Bofors de 40 milímetros em onze montagens quádruplas e duas montagens duplas, mais 24 canhões Oerlikon de 20 milímetros em montagens únicas. O cinturão principal de blindagem do Fall River tinha entre 102 a 152 milímetros de espessura. Seu convés blindado tinha 64 milímetros de espessura e as anteparas tinham 152 milímetros. As torres de artilharia principais eram protegidas com uma frente de 203 milímetros, laterais de 95 milímetros e teto de 101 milímetros, ficando em cima de barbetas que tinham 160 milímetros de espessura. Sua torre de comando tinha laterais de 165 milímetros.

## História

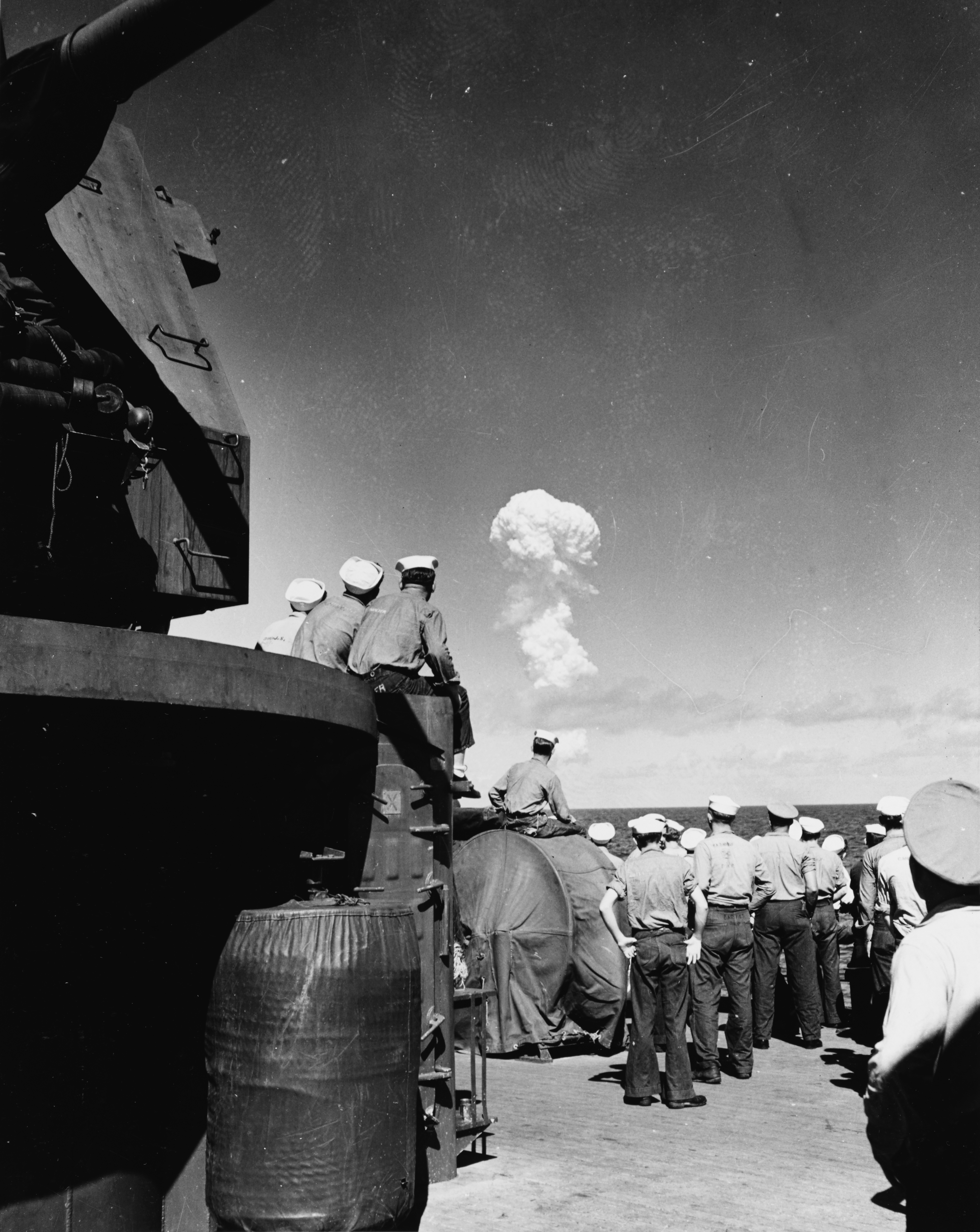
A tripulação do Fall River assistindo ao primeiro teste da Operação Crossroads em 1º de julho de 1946

O batimento de quilha do Fall River ocorreu em 12 de abril de 1943 nos estaleiros da New York Shipbuilding Corporation em Camden, em Nova Jérsei. Foi lançado ao mar em 13 de agosto de 1944, quando foi batizado pela esposa de Alexander C. Murray, o prefeito da cidade de Fall River, em Massachusetts. Foi comissionado na frota norte-americana em 1º de julho de 1945, muito tarde para poder participar da Segunda Guerra Mundial. Seu primeiro e único oficial comandante foi o capitão David S. Crawford. O navio partiu para seu cruzeiro de testes marítimos em 8 de agosto, seguindo primeiro para próximo do litoral da Filadélfia, na Pensilvânia, e depois rumando para o sul até a Baía de Guantánamo, em Cuba, retornando em 27 de setembro. Entre 21 e 29 de outubro o cruzador participou das celebrações do Dia da Marinha, primeiro em Boston e depois na homônima Fall River. O Fall River foi para Norfolk, na Virgínia, dois dias depois, navegando como parte da Força de Desenvolvimento Operacional da Frota do Atlântico até 31 de janeiro de 1946.
Foi designado para a Força Tarefa Conjunta 1, encarregada de organizar os testes nucleares da Operação Crossroads. Atravessou o Canal do Panamá e seguiu para Los Angeles, chegando em 16 de fevereiro. Foi alterado no local para receber acomodações adicionais com o objetivo de atuar como uma capitânia. Os trabalhos terminaram em 6 de março e o Fall River rumou para Pearl Harbor, no Havaí, onde chegou seis dias depois. Tornou-se a capitânia do contra-almirante Frank G. Fahrion, o comandante do Grupo de Tarefas 1.2, e pelos dois meses seguintes ficou realizando exercícios de treinamento e manobras na região. Deixou o Havaí em 27 de maio e seguiu para o Atol de Bikini, nas Ilhas Marshall. Chegou quatro dias depois e tornou-se o Navio de Controle de Embarcações Alvo, o responsável por posicionar todas as 95 embarcações alvo para os testes nucleares. O primeiro teste ocorreu em 1º de julho e o segundo no dia 25. O Fall River ficou nas Ilhas Marshall depois dos testes até o início de setembro realizando avaliações pós-testes e limpeza.
O cruzador deixou as Ilhas Marshall em 9 de setembro, retornando para Pearl Harbor, onde Fahrion desembarcou. Prosseguiu de volta para Los Angeles e ficou sob reparos entre 5 e 22 de outubro. Imediatamente em seguida participou das celebrações do Dia da Marinha em Portland, no Oregon, até o dia 29. Enquanto esteve no local foi aberto para visitação pública e estima-se que aproximadamente quinze mil pessoas passaram pelo seu convés durante o período. Passou por descontaminação em dezembro e então partiu em 12 de janeiro de 1947 para um cruzeiro pelo Sudeste Asiático como a capitânia da Divisão de Cruzadores 1, retornando para Bremerton, em Washington, em 17 de junho. O Fall River passou por uma revisão no Estaleiro Naval de Puget Sound e então foi descomissionado em 31 de outubro, sendo colocado na reserva. Permaneceu inativo pelos 24 anos seguintes até ser removido do registro naval em 19 de fevereiro de 1971, sendo vendido no ano seguinte para a Zidell Explorations e desmontado em Portland.